# Test de Turing

La prova de Turing

El test de Turing va ser proposat el 1950 pel matemàtic Alan Turing per discernir si una màquina mostra o no un comportament intel·ligent en un article, a partir de la qüestió, poden pensar les màquines?.
Encara que l'article original el presenta una mica diferent, avui en dia el test de Turing bàsicament es realitza seguint el procediment explicat a continuació. Una persona, l'avaluadora, fa preguntes a dos subjectes: una computadora dissenyada per generar respostes anàlogues a les dels humans i una altra persona. L'avaluadora no pot accedir directament als subjectes, sinó a través d'una interfície intermèdia. Si després d'analitzar la conversa, l'avaluadora no pot distingir la persona de la màquina o considera que la màquina és una persona, la màquina superaria el test de Turing i es consideraria intel·ligent.
Des del punt de vista filosòfic, John Searle va plantejar una de les principals crítiques al test de Turing, coneguda com el test de l'habitació xinesa. En aquest, proposa un escenari en el qual ell mateix està tancat en una habitació amb una escletxa per la qual entren missatges escrits en forma símbols que Searle no comprèn. Sense ell saber-ho, es tracta de preguntes en xinès, a les quals ell haurà de respondre a través d’una segona escletxa. Per fer-ho, compta amb l’ajuda d’un manual que li indica quins símbols ha de fer servir per contestar. Aquest llibre de regles és un programa xinès de processament de llenguatge natural. A l’altre costat, rep les seves respostes un xinès que està segur d’estar conversant amb algú que sap la llengua xinesa. La pregunta que fa Searle és si, en aquest cas, podem afirmar que ell (que és qui està dins) sap xinès. Searle concloïa que el càlcul formal sol (el que estava fent ell a l’habitació) no pot generar intencionalitat, o el que és el mateix: el fet que un programa faci servir símbols de manera adient no implica que sigui capaç de comprendre de manera genuïna (com ho fa una persona humana). La principal objecció a la prova de Turing, doncs, és que està limitada perquè es refereix només al comportament del que és observable.
Una crítica pràctica sobre el test de Turing és que, actualment, tot i que sovint es cita, és un test que no s'utilitza en el camp de la intel·ligència artificial. D'una banda, aquesta àrea de recerca encara està lluny de generar sistemes que puguen actuar com a persones en el sentit general. A més, la implementació del test és complexa.
Existeixen concursos basats en el test de Turing, com el premi Loebner. Més aviat són un espectacle, poc acceptat pels científics. Hi ha altres tests per a diferenciar persones de robots a la web, anomenats captchas, que es basen en les limitacions actuals de la intel·ligència artificial.

## Objeccions

### L'habitació xinesa
Article principal: Habitació xinesa
Es tracta d'una prova semblant, proposada per John Searle i popularitzada per Roger Penrose: la "sala xinesa", per argumentar que la màquina no ha superat la prova de Turing. En essència, és igual en la forma, però es realitza amb persones tancades en una habitació i requereix que aquestes no coneguin l'idioma en què es realitza la conversa. Per a això s'utilitza un diccionari que permet confeccionar una resposta a una pregunta donada, sense entendre els símbols. Com a conseqüència, s'argumenta que per molt que una persona sigui capaç d'enviar una cadena de símbols en xinès relacionada amb una altra cadena rebuda, no significa que sàpiga xinès, sinó que sap aplicar un conjunt de regles que li indiquen el que ha d'enviar. En el procés falta la semàntica. Per això, és molt qüestionada com intel·ligència artificial, ja que equiparà una màquina pensant amb una que sembla que pensa. Ray Kurzweil prediu que l'ordinador passarà la prova de Turing cap al 2029, basat en el concepte de singularitat tecnològica.

### El pensamentsubarticulati lasuperarticulació
Una bona quantitat dels processos mentals humans, malgrat ser duts a terme pel cervell de cada individu, no són susceptibles a introspecció i, per tant, tampoc poden ser directament verbalitzats. Aquest tipus de pensament fou denominat subarticulat pel teòric Donald Michie. La incapacitat del test de Turing a l’hora d’incloure activitats mentals que tenen lloc en tota ment humana tot i no tendir a ser expressats verbalment és la causa de part de les crítiques que rep.
D’altra banda, el fenomen que Michie anomena superarticulació es refereix a la habilitat que probablement posseiria una consciència artificial de justificar les seves decisions mitjançant la inducció a un nivell usualment inaccessible per als humans.
La combinació d’ambdós fenòmens explicats és considerada per a Michie com a mostra d’un error en el test ideat per Turing, ja que la màquina o bé seria fàcilment identificada a causa de la seva capacitat de verbalitzar processos inconscients, o bé hauria de fingir que pateix la subarticulació típicament humana. Certs crítics del joc de la imitació veuen de forma negativa la possibilitat que les màquines haguessin de recórrer a la segona opció per a superar la prova, i afirmen que “hom hauria de jutjar un test com a defectuós si forcés els candidats a demostrar la seva intel·ligència amagant-la!”
Aquests arguments, però, resulten fàcils de refutar si un recorda que l’objectiu de la màquina en el test no és demostrar les seves capacitats intel·lectuals, sinó fer-se passar per un humà. Alan Turing, de fet, ja considerà aquest tipus de situació en l’article en què proposà originàriament el joc de la imitació: "S’afirma que l’interrogador podria distingir la màquina de l’home simplement presentant-los un nombre de problemes d’aritmètica. […] La resposta a això és simple. La màquina no intentaria donar les respostes correctes als problemes aritmètics. Introduiria errors deliberadament d’una manera calculada per a confondre l’interrogador."

## Aplicacions
Una de les aplicacions de la prova de Turing és el control de spam. Atès el gran volum de correus electrònics enviats, en general l'spam és enviat automàticament per una màquina. Així la prova de Turing es pot utilitzar per distingir si el correu electrònic era enviat per una persona o per una màquina (per exemple, per la prova Captcha).

## Versions de la prova de Turing
Saul Traigner argumenta que hi ha almenys 3 versions primàries de la prova de Turing, proposades en "Computing Machinery and Intelligence", i una altra que descriu com "la interpretació estàndard".
Hi ha controvèrsia sobre si Turing va descriure aquesta "interpretació estàndard" o si es basa en la mala interpretació del text. Però aquestes tres versions no es classifiquen com equivalents i els seus punts forts i febles són diferents.
Huma Shah senyala que el mateix Turing estava consternat amb la possibilitat que una màquina pogués pensar, i estava proporcionant un mètode simple per distingir-ho, a través de sessions de pregunta-resposta entre una persona i una màquina. Shah argumenta que existeix un joc d'imitació que Turing potser va posar en pràctica de dues maneres diferents: a) una prova d'un a un entre l'interrogador i la màquina, o b) una comparació simultània entre una persona i una màquina, interrogats paral·lelament per un mateix interrogador., ja que la prova de Turing avalua la indistingibilitat en la seva capacitat de funcionament, la versió verbal naturalment generalitza tota la capacitat humana, verbal i no verbal (robòtica).

### Joc de la imitació
El joc original descrit per Turing proposava un joc de festa que involucrava tres jugadors. El jugador A és un home, el jugador B és una dona i el jugador C (qui té el rol d'interrogador) és de qualsevol sexe. Al joc, el jugador C no té contacte visual amb cap dels altres jugadors i es pot comunicar amb ells mitjançant notes escrites. A l'hora de fer preguntes als jugadors, el jugador C intenta determinar quin dels dos és l'home i quin la dona. El jugador A intentarà enganyar a l'interrogador fent-li escollir erròniament mentre que el jugador B ajudarà a l'interrogador a escollir al jugador correcte.
Sterret es refereix a aquest joc com "La Prova del Joc Original De La Imitació". Turing va proposar que el rol del jugador A el tingués una computadora perquè aquesta hagués de pretendre ser dona i tractés de guiar a l'interrogador a la resposta incorrecta. L'èxit de la computadora es determinaria comparant el resultat del joc quan el jugador A és la computadora amb el resultat del joc quan el jugador A és un home. Turing afirmà que si la computadora era capaç d'enganyar a l'interrogador tan freqüentment com quan el joc és plantejat per a un home i una dona, es podrà argumentar que la computadora és intel·ligent.
La segona versió aparegué posteriorment al text de 1950 de Turing. Similar a l'anterior, el paper del jugador A seria realitzat per una computadora. No obstant això, el paper del jugador B seria realitzat per un home i no una dona.
En aquesta versió ambdós jugadors, A (computadora) i B, provaran de guiar a l'interrogador cap a la resposta incorrecta.

### Interpretació estàndard
Hi ha certa controvèrsia sobre quina és la interpretació a la qual Turing es referia. La comprensió general dicta que el propòsit de la prova de Turing no és determinar específicament si una computadora serà capaç d'enganyar a l'interrogador fent-li creure que és una persona, sinó la seva incapacitat d'imitar la persona. Sterrer creu que era aquesta i, per tant, combina la segona versió amb aquesta mentre que altres, com Traiger, no ho fan. Tanmateix, això no ha portat a una interpretació estàndard en realitat. En aquesta versió, el jugador A és una computadora i el sexe del jugador B és indiferent. L'objectiu de l'interrogador no és determinar quin d'ells és home i quina dona, sinó quin és computadora i quin persona. El problema fonamental amb la interpretació estàndard és que l'interrogador no pot diferenciar qui és persona i qui és màquina d'entre aquells que han donat una resposta. Hi ha altres problemes en quant la duració, però la interpretació estàndard generalment considera aquesta limitació com una cosa que hauria de ser raonable.

## Fortaleses de la prova

### Tractabilitat i simplicitat
El poder i atractiu de la prova de Turing es deriva de la seva simplicitat. La filosofia de la ment, la psicologia i la neurociència moderna han estat incapaces de proporcionar definicions per a “intel·ligència” i “pensament” que siguin suficientment precises i generals com per ser aplicades a màquines. Sense aquestes definicions, les principals incògnites de la filosofia de la intel·ligència artificial no poden ser respostes. La prova de Turing, encara que imperfecta, almenys proporciona quelcom que pot ser mesurat i com a tal, és una solució pragmàtica a una difícil pregunta filosòfica.

### Varietat de temes
El format de la prova permet a l'interrogador donar una gran varietat de tasques intel·lectuals a la màquina. Turing va escriure que: “El mètode de preguntes i respostes sembla adequat per introduir gairebé qualsevol dels camps de l'esforç humà que volem incloure.” John Haugeland va afegir: “la comprensió de les paraules no és suficient, també s'ha d'entendre el tema.”.
Per aprovar una prova de Turing dissenyada correctament, la màquina ha de fer servir llengua natural, raó, tenir coneixements i aprendre. La prova pot ser estesa per incloure vídeo com a font d'informació juntament amb una "escotilla" per la qual es poden transferir objectes, això forçaria la màquina a provar la seva habilitat de visió i de robòtica al mateix temps. En conjunt representen gairebé tots els problemes que la investigació d'intel·ligència artificial volgués resoldre.
La prova de Feigenbaum està dissenyada per utilitzar al seu avantatge el rang de temes disponibles per a una prova de Turing. És una forma limitada del joc de resposta i pregunta de Turing que compara la màquina contra l'habilitat d'experts en camps específics com la literatura i la química. La màquina Watson d'IBM va aconseguir l'èxit en un xou de televisió que feia preguntes de coneixement humà a concursants humans ia la màquina per igual i alhora anomenat Jeopardy!.

### Ènfasi en la intel·ligència emocional i estètica
Sent un graduat de matemàtiques amb honors de Cambridge, s'esperava que Turing proposés una prova d'intel·ligència computacional que requerís coneixement expert d'algun camp altament tècnic i com a resultat necessitaria anticipar un apropament diferent. En comptes d'això, la prova que va descriure en el seu text de 1950 només requereix que l'ordinador sigui capaç de competir amb èxit en un joc de festes comú, amb això es refereix al fet que pugui comparar-se el seu exercici amb el d'un humà típic en respondre sèries de preguntes per aparentar ser la participant femenina.
Donat l'estatus de dimorfisme sexual humà com un dels temes més antics, es té implícit, a l'escenari anterior, que les preguntes realitzades no poden involucrar coneixements factuals especialitzats ni tècnics de processament d'informació. El repte per a l'ordinador serà exhibir empatia pel paper de la dona igual que demostrar una característica de sensibilitat estètica, qualitats les quals es mostren en aquest extracte imaginat per Turing:
- Interrogador: Podria X dir-me el llarg dels seus cabells?
- Participant: El meu cabell està en capes i els fils més llargs són d'aproximadament 9 polzades de llarg.

Quan Turing introdueix una mica de coneixement especialitzat als seus diàlegs imaginaris, el tema no és matemàtiques ni electrònica sinó poesia:
- Interrogador: A la primera línia del teu sonet es llegeix: “La podré comparar amb un dia d'estiu”, potser no funcionaria “un dia de primavera” d'igual o millor manera?
- Testimoni: No funcionaria.
- Interrogador: Què tal un dia d'hivern? Això hauria de funcionar.
- Testimoni: Sí, però ningú no vol ser comparat amb un dia d'hivern.

Turing, novament, demostra el seu interès en l'empatia i en la sensibilitat estètica com a component de la intel·ligència artificial i en llum d'una preocupació creixent d'una IA en descontrol, s'ha suggerit que aquest enfocament pot representar una intuïció crítica per part de Turing, i.e. que la intel·ligència i l'estètica jugaran un rol clau en la creació d'una “IA amigable”. Tot i això, s'ha observat que sigui quina sigui la direcció en què Turing ens inspiri, depèn de la preservació de la seva visió original, és a dir, la promulgació d'una “Interpretació Estàndard” de la prova de Turing (i.e. una que s'enfoca únicament en la intel·ligència discursiva) ha de ser presa amb precaució.

## Debilitats de la prova
Turing no va afirmar explícitament que la prova de Turing podia ser usada com una mesura de la intel·ligència, o de qualsevol altra qualitat humana. Ell volia proporcionar una alternativa clara i comprensible a la paraula “pensar”, que posteriorment es pogués fer servir per respondre davant les crítiques sobre la possibilitat de “màquines pensants”, i suggerir formes perquè la investigació segueixi avançant. Tot i això, s'ha proposat l'ús de la prova de Turing com una mesura de la “capacitat per pensar” o de la “intel·ligència” d'una màquina. Aquesta proposta ha rebut les crítiques de filòsofs i científics de la computació. Aquesta assumeix que un interrogador pot determinar si una màquina és “pensant” en comparar-ne el comportament amb el d'un humà. Cada element d'aquesta assumpció ha estat qüestionat: la confiança del judici de l'interrogador, el valor de comparar únicament el comportament i el valor de comparar la màquina amb l'humà és per aquestes assumpcions i altres consideracions que alguns investigadors d'IA qüestionen la rellevància de la prova de Turing al camp.

### Inteligència humana vs. Intel·ligència en general
La prova de Turing no avalua directament si un ordinador es comporta intel·ligentment, només si es comporta com un ésser humà. Ja que el comportament humà i un comportament intel·ligent no són exactament iguals, la prova pot errar, en mesurar precisament la intel·ligència, de dues maneres:

#### Certs comportaments humans no són intel·ligents
La prova de Turing requereix que la màquina desplega tots els comportaments humans, sense importar el fet que siguin intel·ligents o no. Fins i tot examina a la recerca de comportaments que considerem, en absolut, intel·ligents. Entre ells hi ha la susceptibilitat a insults, la temptació de mentir o, simplement, errors d'escriptura. Si una màquina falla en imitar aquests comportaments no intel·ligents, reprovaria la prova.: Aquesta objecció va ser treta a la llum en una publicació a “The Economist” titulada “Artificial Stupidity” (Estupidesa artificial en anglès) poc després de la primera competència del Premi de Loebner el 1992. L'article afirmava que el guanyador de la competència va ser, en part, per l'habilitat de la màquina d' "imitar errors humans d'escriptura." El mateix Turing va suggerir que els programes afegissin errors a la informació que transmetien per semblar “jugadors” del joc.

#### Certs comportaments intel·ligibles són inhumans
La prova de Turing no examina comportaments altament intel·ligents com ho són l'habilitat de resoldre problemes difícils o l'ocurrència d'idees originals. De fet, requereix específicament decepció per part de l'interrogador: si la màquina és més intel·ligent que un humà, aquesta ha d'aparentar no ser “massa” intel·ligent. Si resolgués un problema computacional que és pràcticament impossible per a un ésser humà, l'interrogador sabria que no és humà i com a resultat l'ordinador reprovaria la prova. Com que no es pot mesurar la intel·ligència que està més enllà de la humana, la prova no pot ser usada per construir o avaluar sistemes que són més intel·ligents que els humans. Per això s'han proposat diverses proves alternatives capaces d'avaluar un sistema súper intel·ligent.

### Intel·ligència real vs. Intel·ligència simulada
La prova de Turing avalua única i estrictament com es comporta el subjecte (és a dir, el comportament extern de la màquina). Pel que fa a això, es pren una perspectiva conductista o fonamentalista a l'estudi de la intel·ligència. L'exemple d'ELIZA suggereix que una màquina que passi la prova podria simular el comportament conversacional humà seguint una simple (però llarga) llista de regles mecàniques sense pensar o tenir ment en absolut.
John Searle ha argumentat que el comportament extern no pot ser usat per determinar si una màquina està “realment” pensant o simplement “simulant el pensament”. La seva habitació xinesa pretén demostrar això, encara que la prova de Turing sigui una bona definició operacional de la intel·ligència, no indica si la màquina té una ment, consciència o intencionalitat. (La intencionalitat és un terme filosòfic per al poder dels pensaments de ser “sobre” alguna cosa.)

Turing va anticipar aquesta crítica al seu text original escrivint:
No vull fer la impressió que no crec en el misteri de la consciència. Hi ha, per exemple, una cosa paradoxal connectada a qualsevol intent de localitzar-la. Però no crec que aquests misteris necessitin ser resolts abans de poder respondre la pregunta que tractem en aquest text.

### Ingenuitat dels interrogadors i la fal·làcia antropomòrfica
A la pràctica, els resultats de la prova poden ser fàcilment dominats, no per la intel·ligència de l'ordinador sinó per les actituds, l'habilitat o la ingenuïtat de l'interrogador.
Turing no especifica les habilitats ni el coneixement requerits de l'integrador a la descripció de la seva prova però si va incloure el terme “interrogador mitjà”: “[el] interrogador mitjà no ha de tenir més del 70% d'oportunitat d'encertar en la identificació després de cinc minuts de qüestionament.”
Shah i Warwick (2009b) van demostrar que els experts són enganyats i que l'estratègia, “poder” vs “solidaritat” de l'interrogador influeixen en la identificació amb la darrera sent més reeixida.
Els bots conversacionals com ELIZA han enganyat, en repetides ocasions, persones a creure que es comuniquen amb éssers humans. En aquest cas, l'interrogador no estava al corrent de la possibilitat que la seva interacció fos amb un ordinador. Per aparentar ser un humà amb èxit, no hi ha necessitat que la màquina tingui cap intel·ligència, només cal una similitud superficial al comportament humà.
Les primeres competències del Premi Loebner feien servir interrogadors poc sofisticats que eren fàcilment enganyats per les màquines. Des del 2004, els organitzadors del Premi Loebner han implementat filòsofs, científics de la computació i periodistes entre els interrogadors. No obstant això, alguns d'aquests experts han estat enganyats per les màquines.
Michael Shermer assenyala que els éssers humans consistentment consideren objectes no humans com a humans sempre que tingui l'oportunitat de fer-ho, un error anomenat “fal·làcia antropomòrfica”: parlen amb els seus vehicles, atribueixen desitjos i intencions a forces naturals (e.g. “la naturalesa odia el buit ”) i veneren el sol com un ésser humà amb intel·ligència. Si la prova de Turing s'apliqués a objectes religiosos, llavors les estàtues inanimades, roques i llocs aprovarien consistentment la prova al llarg de la història segons Shermer. Aquesta tendència humana cap al antropomorfisme, efectivament redueix l'exigència a la prova de Turing llevat que s'entreni als interrogadors a evitar-ho.

### Errors en la identificació humana
Una característica interessant de la prova de Turing és la freqüència amb què investigadors confonen els participants humans amb màquines. S'ha suggerit que això és perquè els investigadors busquen respostes humanes esperades en comptes de respostes típiques. Això resulta en la categorització incorrecta d'alguns individus com a màquines el que pot afavorir aquesta.

### Irrellevància i impractibilitat: Turing i la investigació de IA
Els investigadors d'IA famosos argumenten que intentar passar la prova de Turing és una distracció de les investigacions més fructíferes. La prova no és un enfocament actiu de recerca acadèmica o d'esforç comercial, com Stuart Russel i Peter Norvig van escriure: “Els investigadors d'IA han dedicat poca atenció a passar la prova de Turing”. Hi ha diverses raons per això.
En primera, hi ha maneres més fàcils de provar un programa. La majoria de les investigacions als camps relacionats amb la IA estan dedicats a metes més específiques i modestes com la planificació automatitzada, reconeixement d'objectes o logístiques. Per provar la intel·ligència dels programes en fer aquestes tasques, els investigadors simplement els donen la tasca directament. Russell i Norvig van proposar una analogia amb la història del vol: Els avions són provats segons la seva habilitat per volar, no comparant-los amb aus. Textos d'“Enginyeria Aeronàutica” esmenten: “no s'ha de definir la meta del camp com a màquines voladores que volen tan semblantment als coloms que podrien enganyar-los.”.
En segona, la creació de simulacions d'humans és un problema difícil que no cal resoldre per complir les metes bàsiques de la investigació d'IA. Caràcters humans creïbles són interessants per a una obra d'art, un joc o una interfície d'usuari sofisticada però no tenen lloc a la ciència de la creació de màquines intel·ligents que resolen problemes amb aquesta intel·ligència.
Turing volia proporcionar un exemple clar i comprensible per ajudar en la discussió de la filosofia de la intel·ligència artificial. John McCarthy esmenta que la filosofia d'IA és “poc probable que tingui més efecte en la pràctica de la investigació d'IA que la filosofia de la ciència tenen en la pràctica de la ciència.”.

## Propostes alternatives

### El test de la feina
Nils J. Nilsson, informàtic i investigador en l’àmbit de la intel·ligència artificial, formulà un test basant-se en el fet que l’assoliment de la consciència artificial implicaria de forma inherent que les màquines podrien substituir els humans en la major part de les tasques usualment realitzades per persones. A partir d’això, Nilsson decidí plantejar una prova amb què pretenia reemplaçar la de Turing: es tracta del test de la feina, que consisteix a calcular l’avenç tecnològic cap a la consciència sintètica a partir de quin percentatge dels oficis habitualment executats per humans poden ser duts a terme per robots.
Un dels principals propòsits de la proposta de Nilsson era dirigir el desenvolupament tecnològic del camp de l’automatització cap al disseny de sistemes generals programables capaços d’aprendre a realitzar una àmplia varietat d’empreses, en lloc de centrar-se en la creació d’una ingent quantitat de sistemes de finalitat específica d’una utilitat en comparació molt reduïda. Breument, en l’intent de crear sistemes més versàtils, segons Nilsson, s’evolucionaria simultàniament en els sectors de l’automatització i de la intel·ligència artificial forta.

### El test de Wozniak
Aquesta prova fou suggerida per J. Storrs Hall, i es fonamenta en la idea que si un robot fos capaç d’entrar a una llar qualsevol i executar una acció tan casual com és fer-se un cafè identificant correctament la cuina i la cafetera, descobrint el seu funcionament de forma autònoma i trobant el cafè, les tasses i la resta d’elements necessaris, es podria dir que la màquina en qüestió és intel·ligent. La raó per la qual el test porta el nom del cofundador d’Apple Steve Wozniak és que ell, en una entrevista, comentà la subtil complexitat d’aquest procés i expressà dubtes davant la possibilitat que cap robot pogués arribar a efectuar-lo.
S’observa una similitud essencial entre aquest test i el de Nilsson, que relacionava la intel·ligència artificial general amb l’automatització d’oficis: en ambdós casos un propòsit primordial de la proposta és instigar els investigadors a enfocar la seva feina en direcció al desenvolupament de sistemes generals i educables en comptes d’específics, malgrat els amplis suposin un repte de gran dificultat en comparació amb els altres.

### RoboCup
Un dels esdeveniments anuals més multitudinaris en el món de la intel·ligència artificial a dia d’avui és la RoboCup, un campionat internacional de robòtica en què s’enfronten equips de futbol formats únicament per màquines. Aquesta competició, el nom complet de la qual és “Robot Soccer World Cup”, fou fundada l’any 1996 per un conjunt de professors universitaris que havien estat estudiant la possibilitat d’utilitzar robots per a jugar a futbol de manera separada amb la intenció de promoure la investigació en els camps de la intel·ligència artificial i la robòtica.
RoboCup consta d’un ambiciós objectiu a llarg termini: “A mitjans del segle xxɪ, un equip de futbol compost de robots humanoides completament autònoms guanyarà un partit, d’acord amb la normativa oficial de la FIFA, contra el guanyador de la Copa del Món de Futbol més recent.” Ara per ara pot semblar un objectiu massa elevat per ser assolit a temps, però cada any que passa va acompanyat d’avenços en aquesta disciplina fruit del concurs de RoboCup. Davant les dificultats i reptes que comporta aquesta meta, els seus organitzadors pretenen recordar a la gent que “només va haver-hi 50 anys entre el primer avió dels germans Wright i el programa Apollo [...]. També van passar tan sols 50 anys des de la invenció de l’ordinador digital fins a Deep Blue, que guanyà al campió d’escacs del món.”
Una sèrie de factors fan d’aquest esdeveniment un dels de major èxit quant a participació i recerca científica, com ara un sistema intern d’organització robust i pràctic, un baix cost d’accés, el lliurament del “RoboCup Scientific Challenge Award” al millor escrit tècnic, animant els concursants a compartir les seves idees amb la comunitat científica, i sens dubte l'enorme motivació que causa la competició esportiva.

### Altres tests pràctics
D’entre l'extensa varietat de plantejaments alternatius al joc de la imitació que pretenen valorar les qualitats d’una màquina respecte a la consciència sintètica, és interessant esmentar-ne un parell més: hi ha qui proposa examinar la capacitat dels robots de comprendre històries ja sigui en format audiovisual o textual, sotmetre’ls a avaluacions psicològiques usualment realitzades per a jutjar les capacitats intel·lectuals d’un infant de preescolar, aconseguir que aprenguin a jugar a un videojoc únicament a través de l'experiència acumulada i completar uns estudis universitaris com qualsevol altre alumne, ja sigui presencialment o en línia.

## Premi Loebner
El Premi Loebner és una competició que premia la màquina dotada d'intel·ligència artificial que superi amb més eficàcia el Test de Turing. La seva creació es remunta al 1990, gràcies a Hugh Loebner, el seu principal patrocinador, en col·laboració amb el centre d'Estudis de Comportament de la Universitat de Cambridge.
L'esdeveniment se celebra anualment en diverses seus que oscil·len entre Gran Bretanya i els Estats Units d'Amèrica. El procediment que segueixen per a provar les màquines és el mateix emprat al test original: l'avaluació de converses generades entre un humà i una màquina per part d'uns jutges.
Aquesta celebració ha rebut moltes crítiques i ha estat controvertida. Un dels motius principals de les crítiques és la condició de no experts d'alguns dels jutges que hi participen.

## Competició a la Universitat de Reading
El 7 de juny de 2014 es va organitzar una competició del test de Turing, a càrrec d'Huma Shah i Kevin Warwick, celebrant el 60è aniversari de la mort de Turing. Es va celebrar a la Royal Society de Londres i va ser guanyada pel bot de conversa rus Eugene Goostman. El bot, durant una sèrie de converses via text de cinc minuts, va convèncer el 33% dels membres del jurat que era humà. El jurat estava format per John Sharkey, un patrocinador de la proposta de llei per garantir-li un perdó governamental a Turing, el professor d'Intel·ligència artificial Aaron Sloman i l'actor del Nan Roig, Robert Llewellyn.
Els organitzadors de la competició van afirmar que el test de Turing va ser superat per primer cop allà, dient que L'esdeveniment va involucrar el nombre més gran de comparacions simultànies fins al moment, sent independentment verificat i, fet crucial, les conversacions no van ser restringides. Un test de Turing verídic no marca les preguntes ni els temes a parlar abans de les converses.

## Test de Turing a la ficció
La rellevància d'aquesta prova en l'àmbit tecnològic ha promogut la seva aparició, menció o referència a diverses obres audiovisuals:
A Blade Runner (1982), adaptació de la novel·la Somien els androides amb ovelles elèctriques? dirigida per Ridley Scott apareix una prova basada en el Test de Turing: el test Voight-Kampff. La prova tracta de comprovar si algú és una persona o un androide mitjançant una maquinària que analitza les reaccions corporals a unes preguntes com a estímuls. Si l'individu analitzat presenta respostes emocionals es dictaminarà que és humà, mentre que si no hi ha cap mostra emocional es resoldrà que és un androide.
A.I. Artificial Intelligence (2001) de Steven Spielberg plasma en la ficció l'intent d'equiparar les màquines als humans i integrar-les a la societat. En aquest cas, mitjançant un nen robot que intenta ser un nen "normal".
El director estatunidenc Spike Jonze va realitzar Her el 2013. En el film, el seu protagonista s'enamora d'un sistema operatiu, Samantha, i es planteja la polèmica de si les màquines poden arribar a desenvolupar una intel·ligència i sentiments semblants als humans.
The Imitation Game (2014) és un film dirigit per Morten Tyldum, amb referències al test. Principalment, perquè aquest drama és una adaptació de la vida del seu creador, Alan Turing, i la seva labor desencriptant la màquina Enigma durant la Segona Guerra Mundial.
Ex Machina (2015) és un film de ciència-ficció dirigit per Alex Garland. Mostra com un androide sembla intel·ligent i les proves que li realitza el seu creador. D'altra banda, presenta novament el debat de si les màquines poden tenir sentiments com els humans.

## Controvèrsia
L'any 2014, per primer cop des que Alan Turing va dissenyar el test, un programa d'ordinador va aconseguir convèncer a més del 30% dels jutges de que era humà. El xatbot (robot programat per conversar en línia) anomenat Eugene Goostman va ser capaç de fer creure al 33% del jurat que va participar en la prova en la Royal Society que estava parlant amb un nen ucraïnès de 13 anys. El xatbot va combinar tècniques de processament del llenguatge, amb concordança de paraules clau i amb accés a bases de dades. El resultat és un agent de conversa intel·ligent que pot interactuar amb un o més usuaris a través de mètodes auditius o textuals. Els creadors són Vladimir Veselov (un informàtic rus resident als Estats Units) i Eugene Demchenko (un jove ucraïnès que viu a Rússia). Els dos feia temps que circulaven el programa per diversos circuits especialitzats amb bons resultats, però mai fins al punt d'enganyar a més del 30% d'usuaris amb els quals interactua (el llistó que va posar Turing quan va concebre la prova).
Després de l'anunci per part de la Universitat de Reading molts investigadors i científics van senyalar que la notícia era absurda i un engany, mentre que d'altres defenien la seva validesa. Els del primer grup exposen que és una exageració i una eina de màrqueting, i exposen que actualment hi ha diverses maneres de realitzar i interpretar el test. Segons diu José María Peña, subdirector del Centre de Supercomputació i Visualització de la Universitat Politècnica de Madrid (UPM): "El test inicial de Turing és un postulat teòric. Depenent de com l'interpretes i implementes, pots utilitzar-lo o no per obtenir resultats en el teu propi benefici". Com que no existeix una única entitat que estandarditzi i verifiqui els tests de Turing, bàsicament qualsevol pot organitzar un i assegurar que s'ha superat per primer cop.
Un dels altres punts més discutits sobre Eugene va ser la premissa de la qual partia: un nen ucraïnès de 13 anys parlant anglès, idioma en el qual no era natiu. Si els avaluadors saben que a l'altra banda hi ha un nen (o una màquina) que es comunica en un idioma que no és el seu propi, s'introdueix un biaix a l'hora d'analitzar la validesa i complexitat de les seves respostes.
També hi ha qui defensa que l'any 1964 ja va haver-hi programes que van aconseguir alguna cosa semblant, com Eliza, dissenyat pel MIT. Steven Harnad, professor de ciències cognitives a la Universitat de Quebec, a Canadà, va dir a The Guardian: "És una ximpleria, una completa ximpleria. No hem superat el test de Turing. No estem ni tan sols a prop".